# Стоил Бижов
Стоил (Стол, Стоян, Стефан) Бижов (Бижев, Божов, Божков) е български опълченец (1877 – 1878).

## Биография
Роден е около 1850 година във валовищкото село Крушево или в Сяр, тогава в Османската империя, днес в Гърция.
Постъпва в Българското опълчение на 20 април 1877 година. Служи в V дружина, II рота. Заболява на 30 май и е преместен в обоза на Опълчението. След това е зачислен в 11 дружина, V рота. На 17 август 1877 година е произведен ефрейтор. Отчислен е на 27 юли 1878 година. За участието си във войната е награден е с редица ордени и медали.
След създаването на Княжество България се установява в Берковица, където известно време работи като гостилничар.
Участва в Кресненско-Разложкото въстание (1878 - 1879).
Умира на 25 януари 1928 година в Берковица.